# Élections locales écossaises de 2007 à East Lothian
Pour un article plus général, voir Élections locales écossaises de 2007.

Les élections locales écossaises de 2007 à East Lothian se sont tenues le 3 mai 2007.

## Composition du conseil
Majorité absolue : 12 sièges
| Parti               | Sièges |
| ------------------- | ------ |
| Travailliste        | 7 / 23 |
| SNP                 | 7 / 23 |
| Libéraux-démocrates | 6 / 23 |
| Conservateur        | 2 / 23 |
| Indépendant         | 1 / 23 |